# Regnaholms lövskog
Regnaholms lövskog är ett naturreservat i Finspångs kommun i Östergötlands län.
Området är naturskyddat sedan 2008 och är 53 hektar stort. Reservatet ligger norr om Regnaren. Reservatet består av lövnaturskog och blandskog och sankmark vid sjön.